# Giuseppe Cagnina
Giuseppe Cagnina (all'anagrafe Giuseppe Angelo Cagnina) (Alessandria, 28 luglio 1900 – Alessandria, 28 luglio 1978) è stato un calciatore italiano, di ruolo portiere.

## Carriera
Debutta in massima serie con l'Alessandria nella stagione 1922-1923, disputando complessivamente 72 gare nell'arco di quattro campionati.
In seguito milita nel Derthona, dove rimane fino al 1930, ottenendo anche una promozione in Serie B.

## Palmarès

### Club

#### Competizioni nazionali
- Prima Divisione: 1

Derthona: 1929-1930